# Roraima (navire)
 (avril 2024).
Le Roraima est un navire de transport de passagers mis en service en 1883 par la compagnie maritime canadienne Quebec Steamship Company. Il a coulé le 11 mai 1902 lors de l'éruption volcanique de la montagne Pelée du 8 mai 1902 alors qu'il était ancré dans le port de Saint-Pierre en Martinique. 57 des 68 personnes à bord ont perdu la vie. Il est à ce jour, la plus grande des épaves de la rade de Saint-Pierre, Localisation 14° 44,31′ N, 61° 11,048′ O
,,.

## Histoire du navire

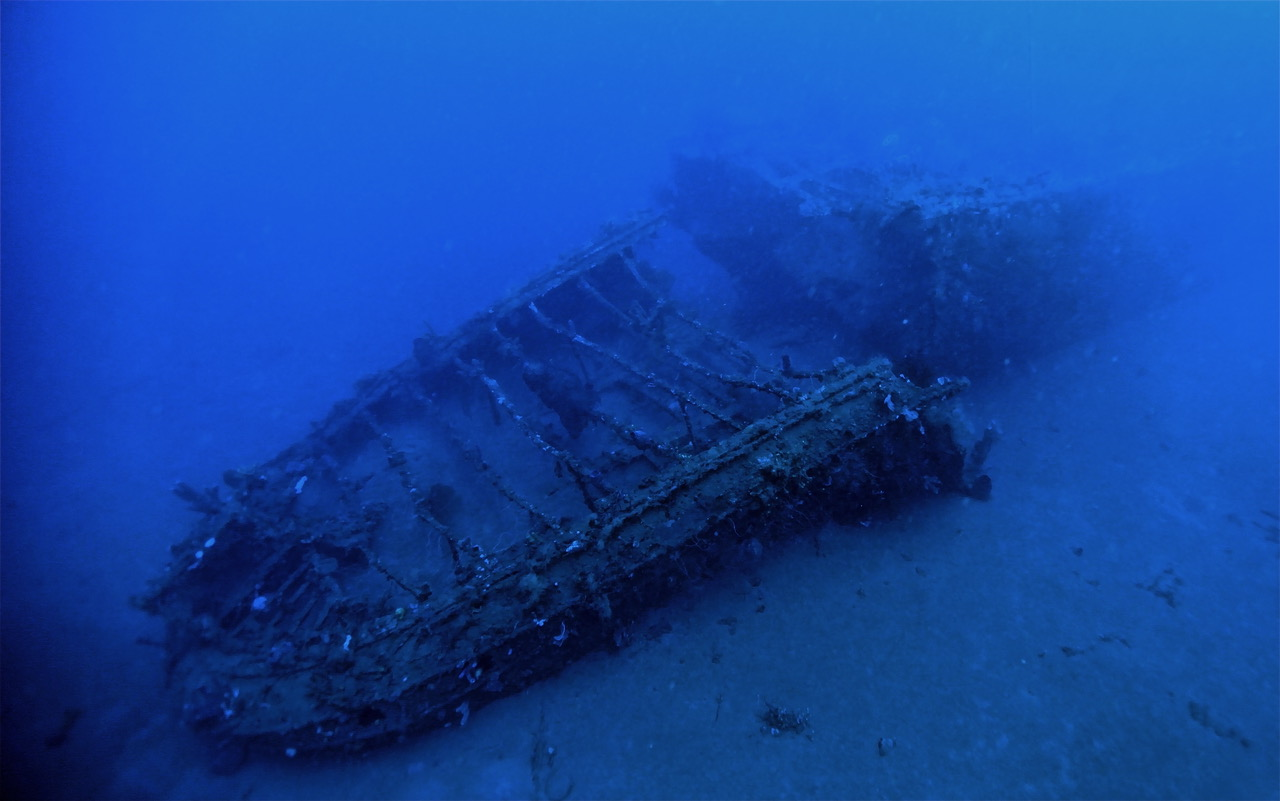
Le Roraima en 2023.

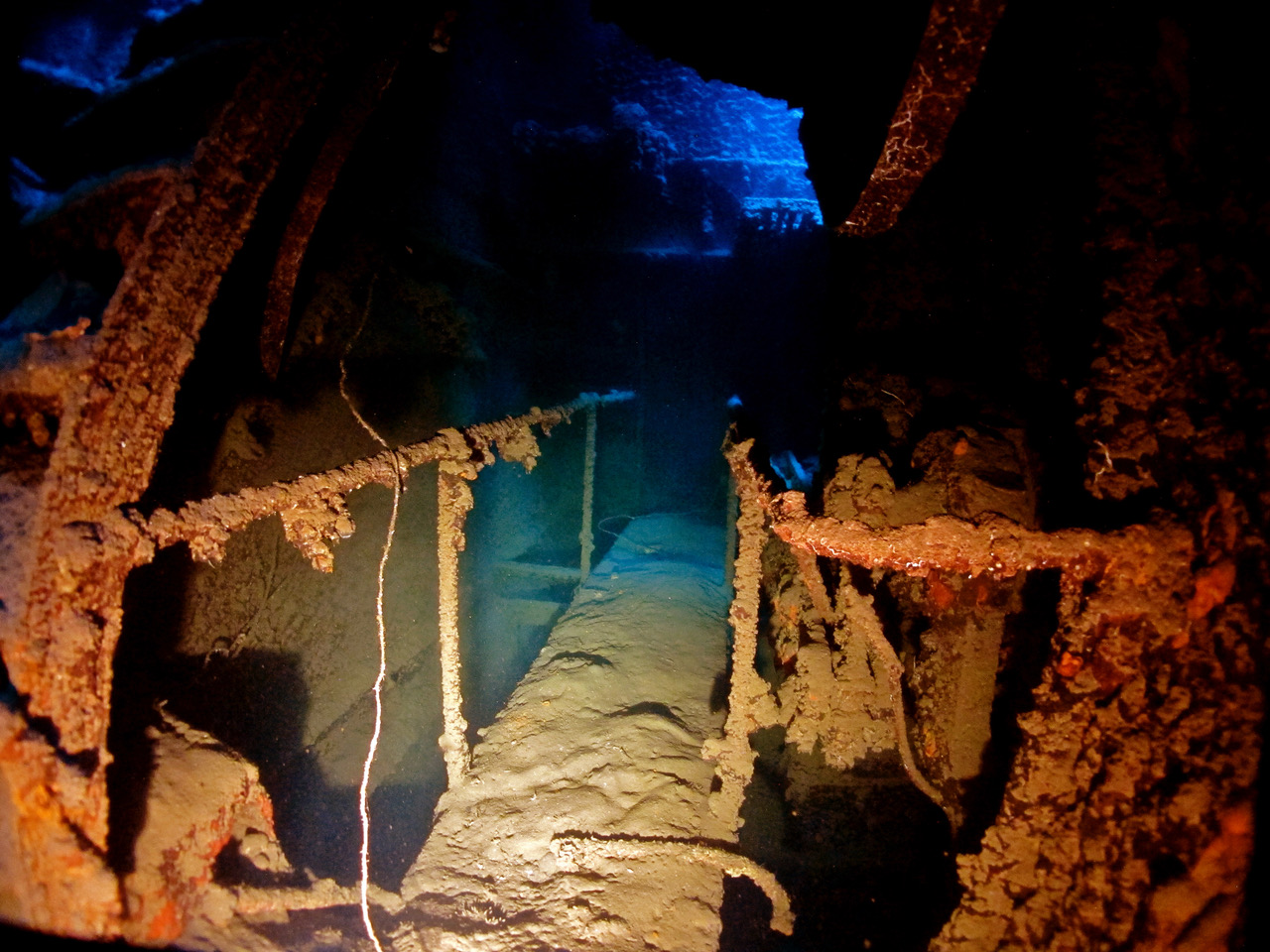
Le Roraima en 2023.

Le bateau à vapeur Roraima, 2 712 tonneaux de jauge brute, a été construit en 1883 par le chantier naval Aitken & Mansel, à Glasgow. Le navire construit en fer mesurait 103,63 mètres de long, 11,64 mètres de large et avait un tirant d'eau de six mètres. Il était propulsé par des moteurs à vapeur basse pression à deux cylindres de John & James Thomson and Company de Glasgow, de 350 chevaux.
Le navire a été mis à l'eau le 5 juin 1883 à Glasgow sous le nom de Ghazee pour la compagnie maritime Mogul Steamship Company Ltd (Bombay). Il était utilisé uniquement comme cargo. Le 30 novembre 1899, le paquebot est acheté par la compagnie maritime canadienne Quebec Steamship Company basée à Québec. Il est alors rebaptisé Roraima (d'après l'état du même nom au Brésil) et utilisé comme transport de passager et cargo. Dès lors, le Roraima transporte des passagers et des marchandises du Québec vers les Antilles. Il assurait la desserte de la ligne New York-Winward Islands (St Thomas, St Croix, St Kitts, Antigua, Guadeloupe, Martinique, St Lucie, Barbade et Demerara),.

## L'éruption volcanique cause du naufrage

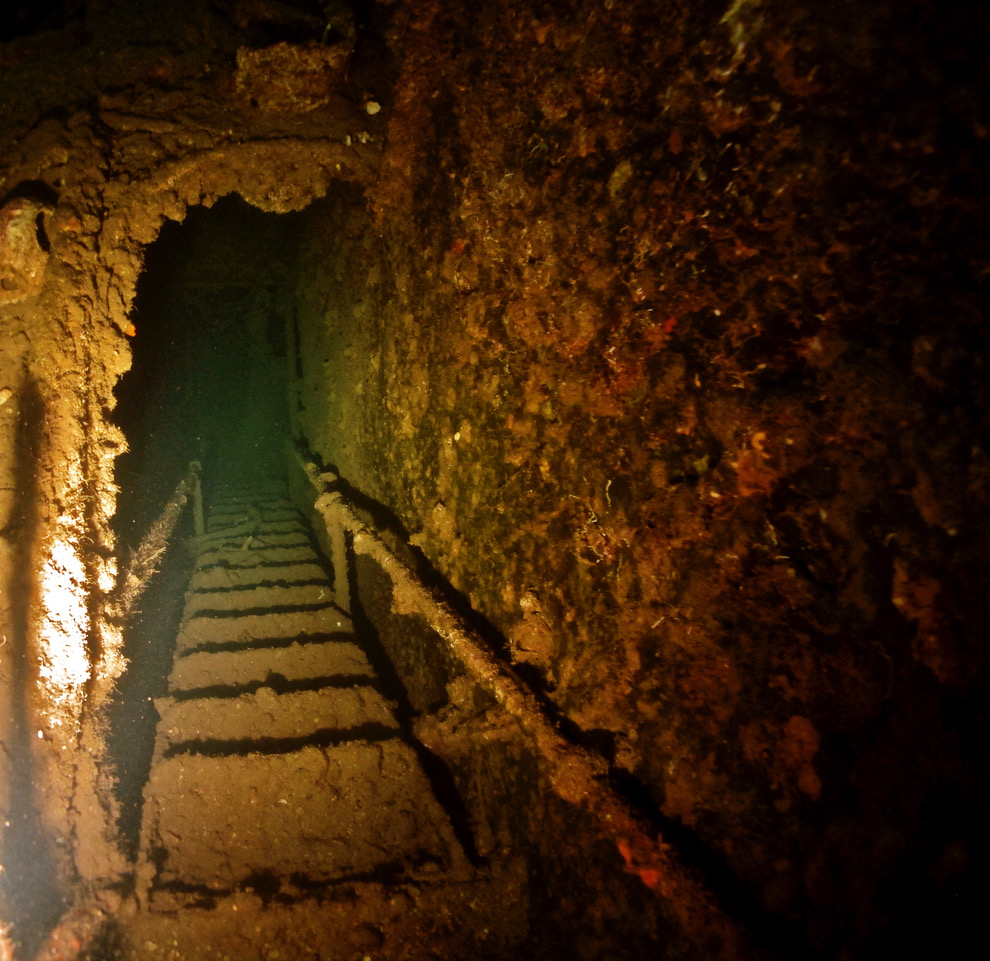
Le Roraima en 2023.

Le 8 mai 1902, jeudi de l'Ascension, le Roraima atteint le port de Saint-Pierre, à l'époque, capitale de la Martinique. Vers six heures trente, il jette l'ancre. Après le petit-déjeuner, le déchargement de la cargaison a commencé. Son capitaine était George Muggha, natif de Sydney (Nouvelle-Écosse). Il y avait à bord 58 membres d'équipage et 10 passagers, dont trois femmes et trois enfants. Il était chargé d'une cargaison de potassium. Peu avant huit heures du matin, les personnes à bord ont pu apercevoir de la fumée culminante à 1 400 m qui s'échappe du cratère de la montagne Pelée. Peu de temps après, le volcan a connu trois violentes éruptions qui ont pu être entendues à des centaines de kilomètres et ont libéré une nuée ardente (ou nuage pyroclastique). La nuée ardente s'est précipité vers Saint-Pierre et a complètement détruit la ville en très peu de temps. Des dizaines de milliers de personnes sont mortes.
Lorsque la nuée ardente atteignit la mer, elle commença à bouillir. La plupart des navires dans le port de la ville ont été victimes de l'éruption et ont brûlé ou coulé. Le Roraima a été touché par des débris enflammés et touché par la nuée ardente. Le feu a coupé les mâts et la cheminée, arraché la superstructure du pont et renversé le navire sur son côté tribord. Une violente explosion a soulevé le navire et l'a fait couler. La charge en potassium hautement inflammable du Roraima a alimenté encore plus l'incendie. Des braises et des cendres se sont abattues sur les passagers paniqués, dont la plupart ont subi de graves brûlures et ont été tués sur le coup. Le navire brûla pendant trois jours avant de sombrer.
Sur les soixante-huit  personnes à bord, seules onze ont survécu, la plupart grièvement blessées. Clara King (Barbade), la nourrice noire de la riche famille de Clement Stokes de Brooklyn, a survécu avec Marguerite Hamilton Stokes (Rita), huit ans qui eu les mains brulée. La mère de Rita, Mary, ainsi que ses frères et sœurs Eric (4 ans) et Olga (3 ans) et un bébé ont été tués. Le commissaire Adjoint Thomson a aussi survécu à l'éruption. Les autres survivants étaient membres de l'équipage. Ils furent secourus par le Suchet avant d'être emmenés de Saint-Kitts à New York par le Korona, un bateau à vapeur appartenant à la même compagnie maritime que le Roraima, sous le commandement du capitaine J. W. Carey. Il arriva le 20 mai 1902 à Saint-Pierre. L'épave du Roraima fut retrouvé en 1974 par Michel Météry,, et repose à environ 300 m du rivage à une profondeur d'environ 40 à 45 m sur une quille plane. Elle gîte légèrement sur bâbord. La proue a été écrasée par l'impact sur le fond et la partie arrière s'est partiellement séparée de la coque. Le Roraima est la plus grande épave de la baie de Saint-Pierre. Lors de ses plongées, elle fut surnommée l’épave aux cheveux blancs par le commandant Jacques-Yves Cousteau en référence aux coraux virgulaires qui peuplent maintenant l'épave.

### Témoignage de Ellery S. Scott
(Traduction libre de A. Lacroix, 1904) 
Brusquement, quelques instants après huit heures, se produisit une formidable explosion de la montagne... la nuée sortit avec un fracas épouvantable qui, à côté d’un coup de tonnerre, serait comme un coup de pistolet comparé à un coup de canon de douze pouces. Ce nuage descendit en roulant, en se tordant sur les pentes de la montagne, escaladant les mornes, immense nuage de scories fondues, de flammes et de fumées, lumineux, effroyable.
Lorsqu’il arriva au terme de sa course, balayant tout, il semblait suivi par une masse inépuisable, un tourbillon sans fin, de vapeurs, de cendres et de gaz brûlants. Au moment où nous vîmes cette formidable explosion, le capitaine me cria de lever l’ancre mais, au même instant, la destruction nous atteignait. Cela ressemblait à un cyclone qui soulève devant lui la terre et l’eau, arrache tout sur son passage, mais c’était un cyclone de feu, incendiant tout ce qu’il touchait. Cela ne dura que quelques secondes, mais pour qui le voyait franchir la distance qui le séparait de la ville, la ville était perdue.
La lave, le feu, les cendres, la fumée, tout fût sur nous en un instant. Aucun train marchant à grande vitesse n’eût pu échapper. Une obscurité profonde se produisit alors et, dès que cet épouvantable fléau parvint à la mer, il roula sur ses eaux, mettant le feu aux rivages et aux navires.
Le RORAIMA talonna violemment sur bâbord, puis, d’une brusque secousse, il fut poussé à tribord, plongeant sa lisse très profondément dans l’eau. La cheminée de fer fut rasée et les deux mâts d’acier coupés net, sans une bavure.
Le navire prit feu en plusieurs points à la fois....
Des cendres brûlantes tombèrent d’abord, bientôt suivies par une pluie de lapilli chauds... Après les lapilli, ce fût une pluie de boue brûlante, ayant la consistance d’un ciment très fin... L’obscurité était complète, interrompue seulement par les flammes qui s’élevaient à l’arrière du navire, par l’incendie de la ville et les explosions de ses rhumeries...

À huit heures trente, l’obscurité diminua.
Son témoignage nous est rapporté aussi par Césaire Philémon.

## Galerie photos

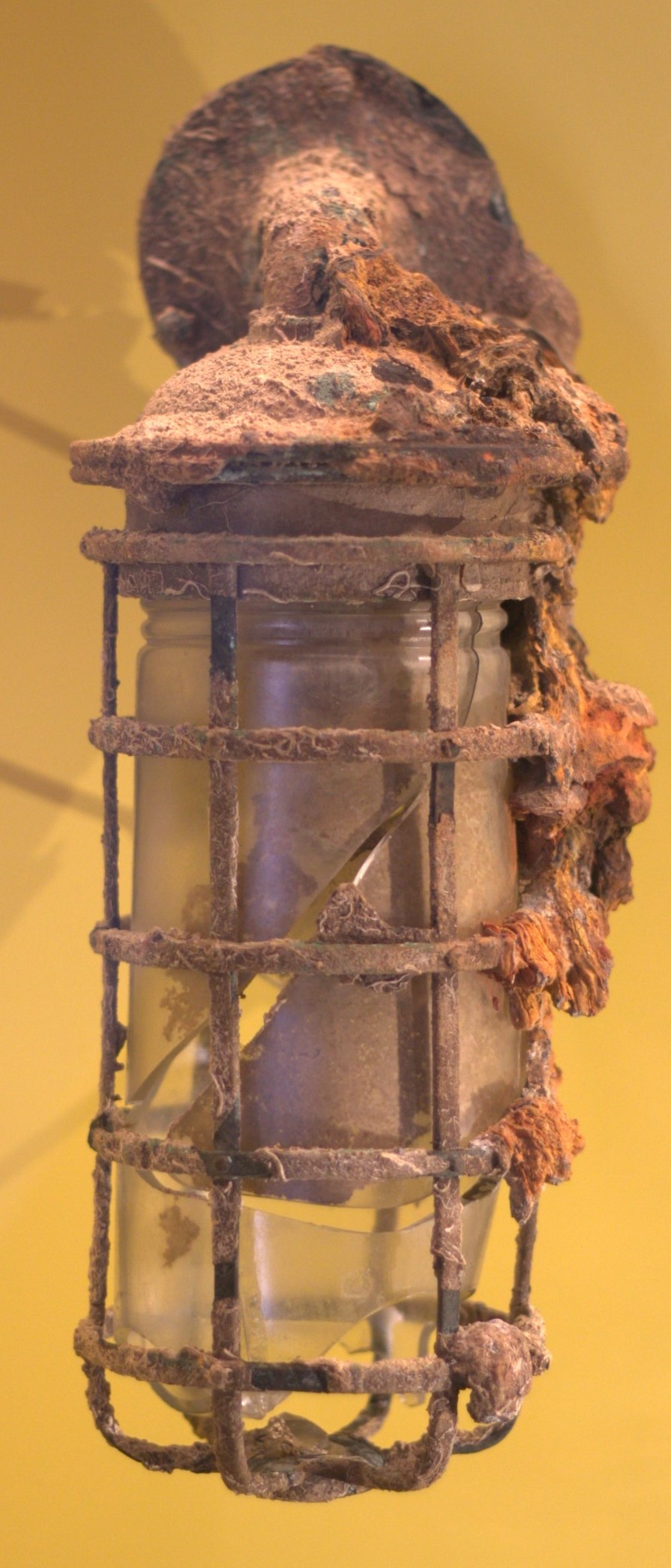
Lampe Coursive  du SSRoraima. Preté par la DRASSM au musée Franck A. PERRET de saint pierre Martinique.
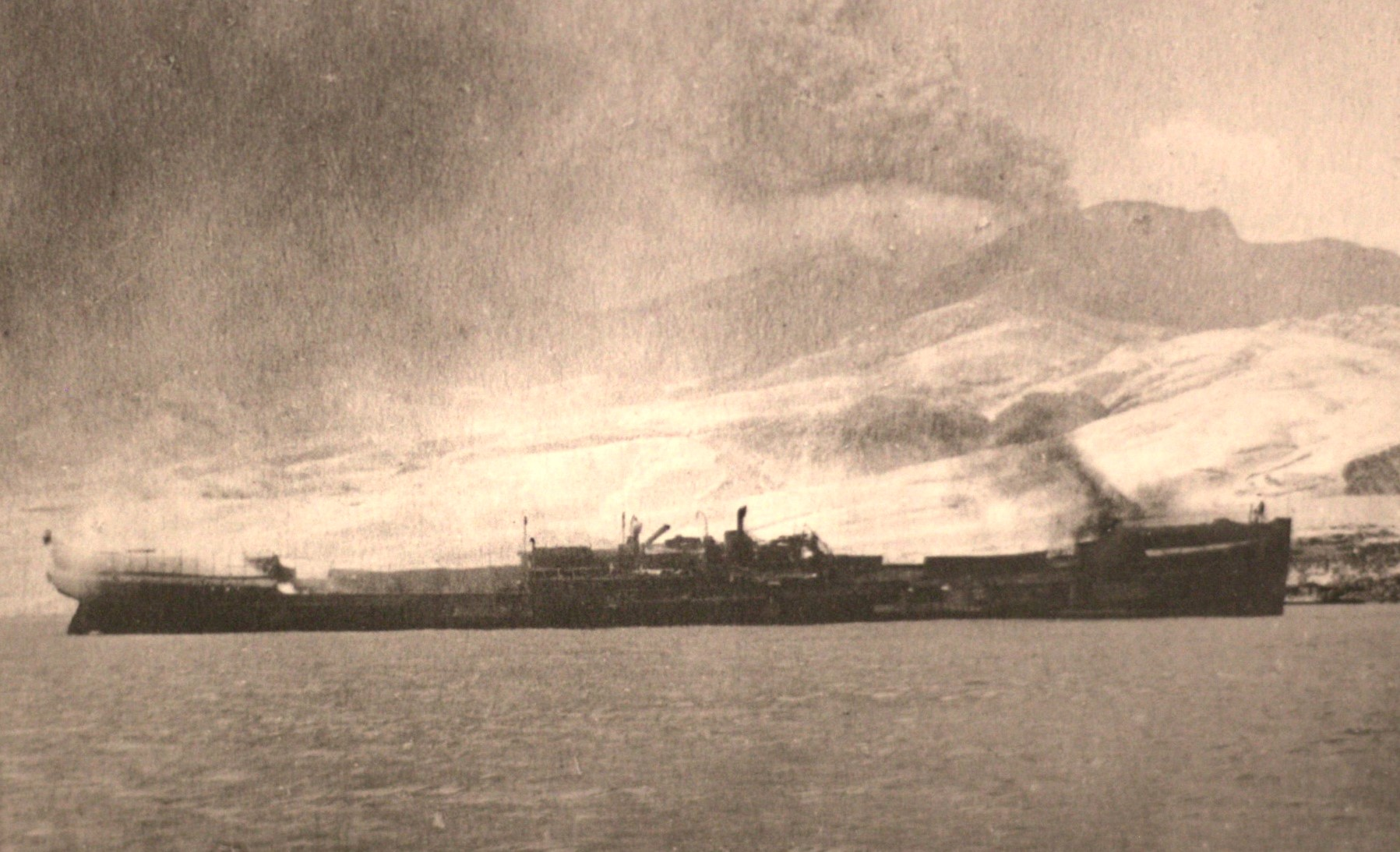
SSRoraima en feux. Prise au musée Franck A. PERRET de saint pierre Martinique.
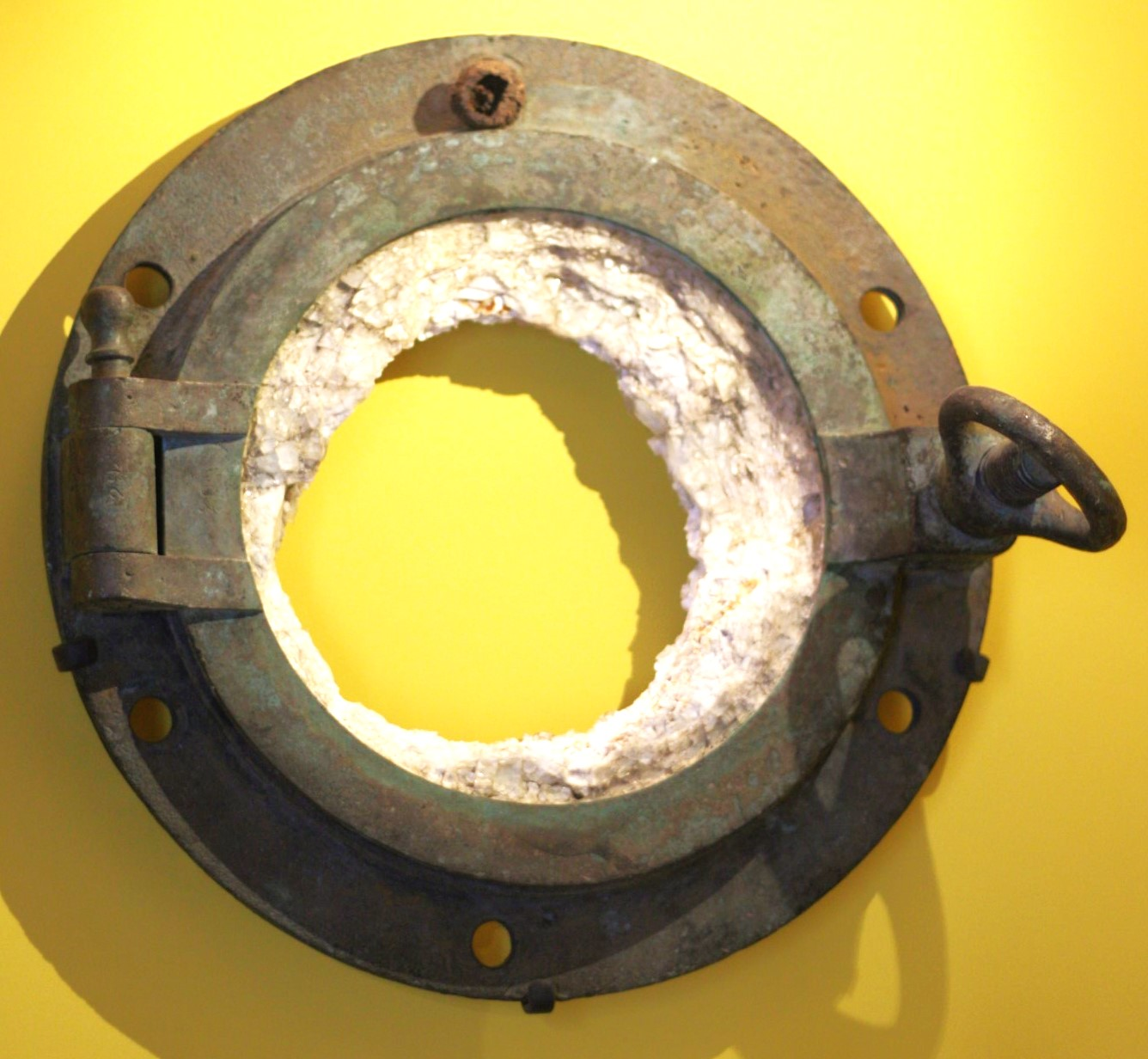
Hublo du SSRoraima. Preté par la DRASSM au musée Franck A. PERRET de saint pierre Martinique.
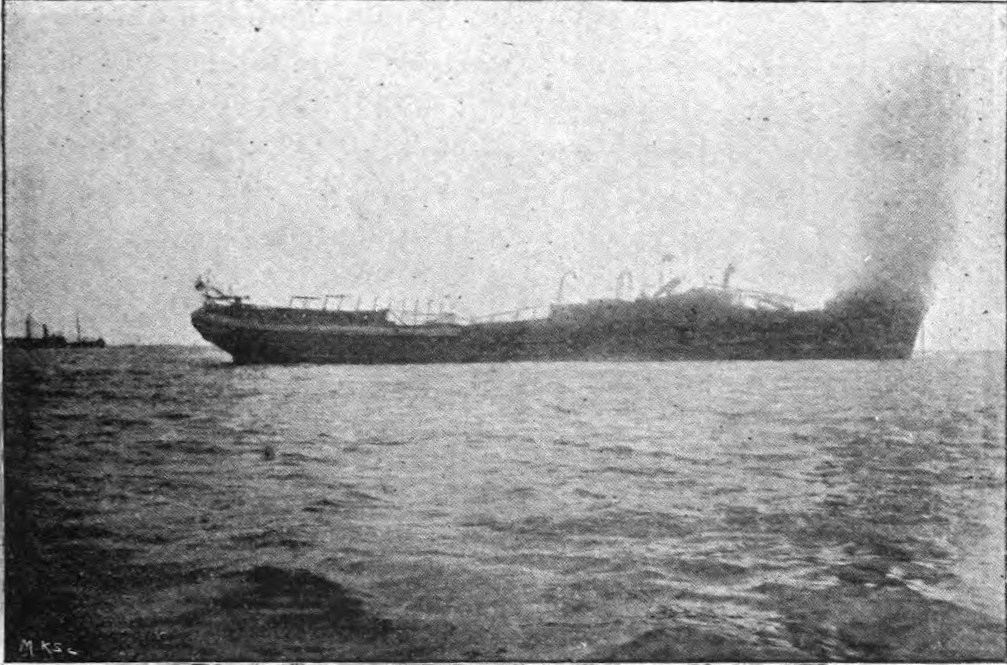
Le Roraima en 1902.
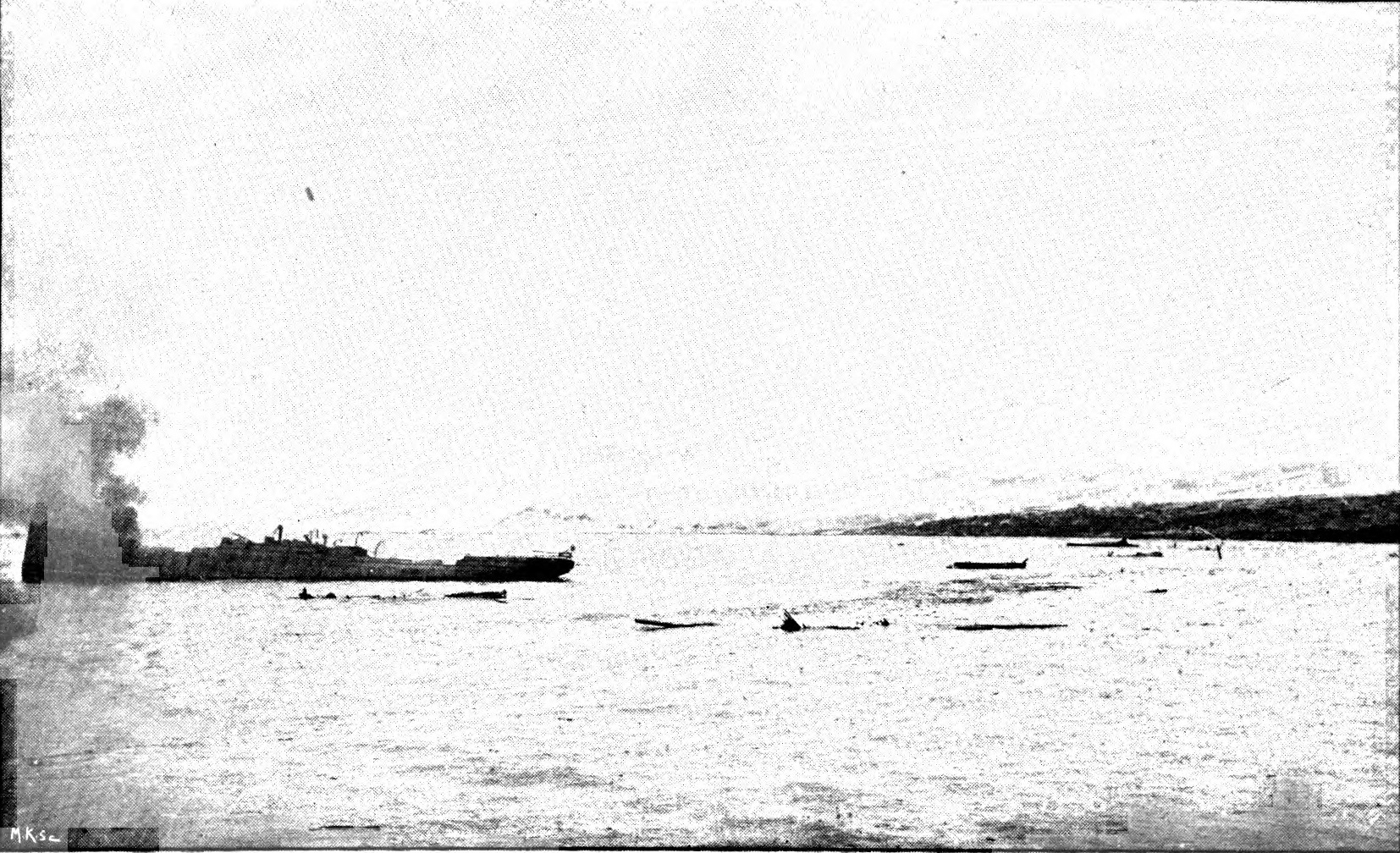
Le Roraima en 1902.
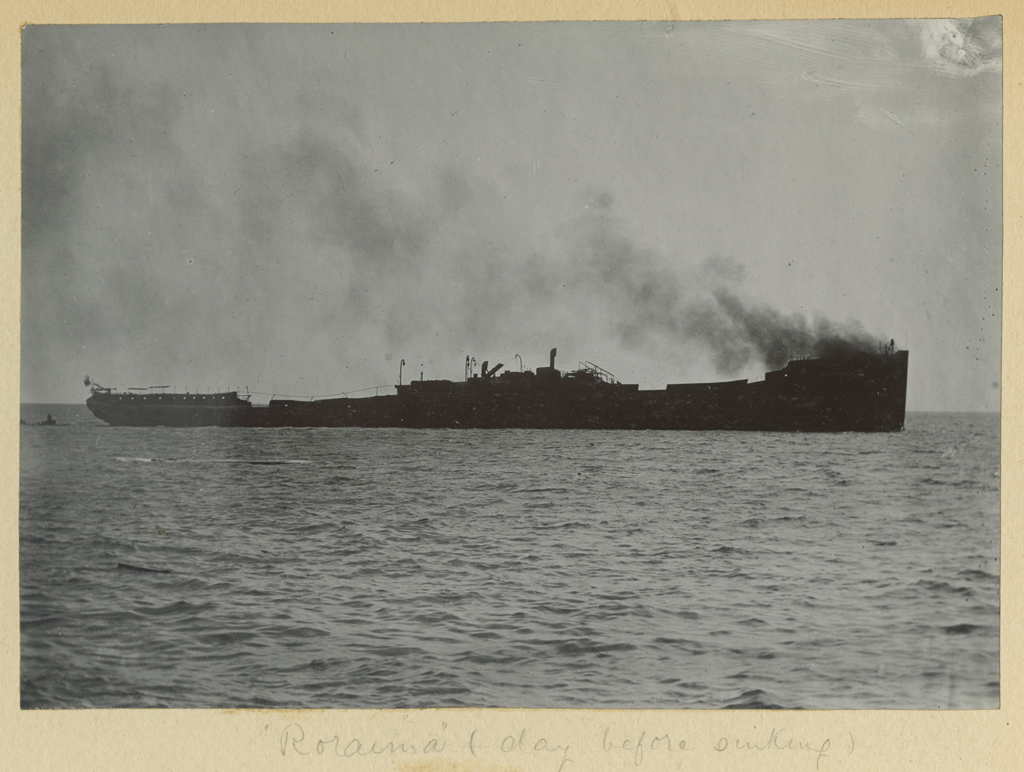
Le Roraima en 1902.
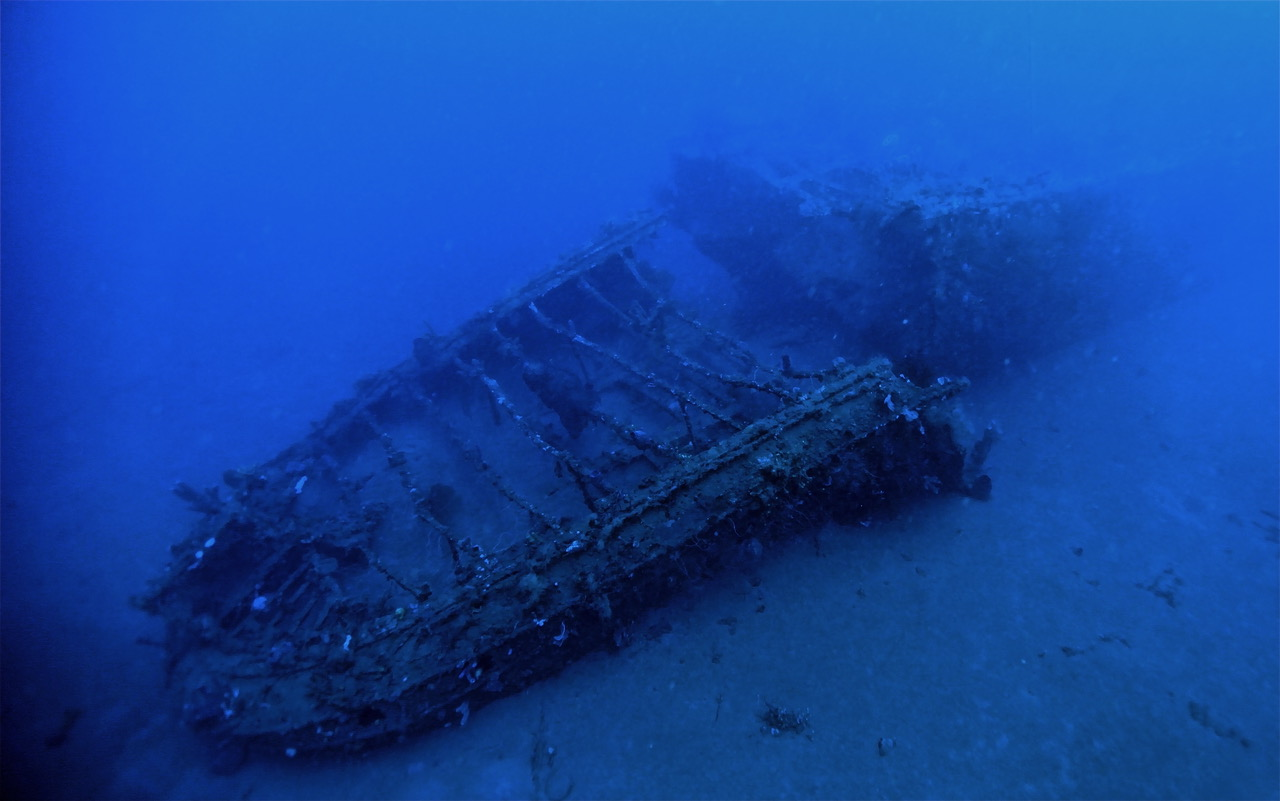
Le Roraima en 2023.
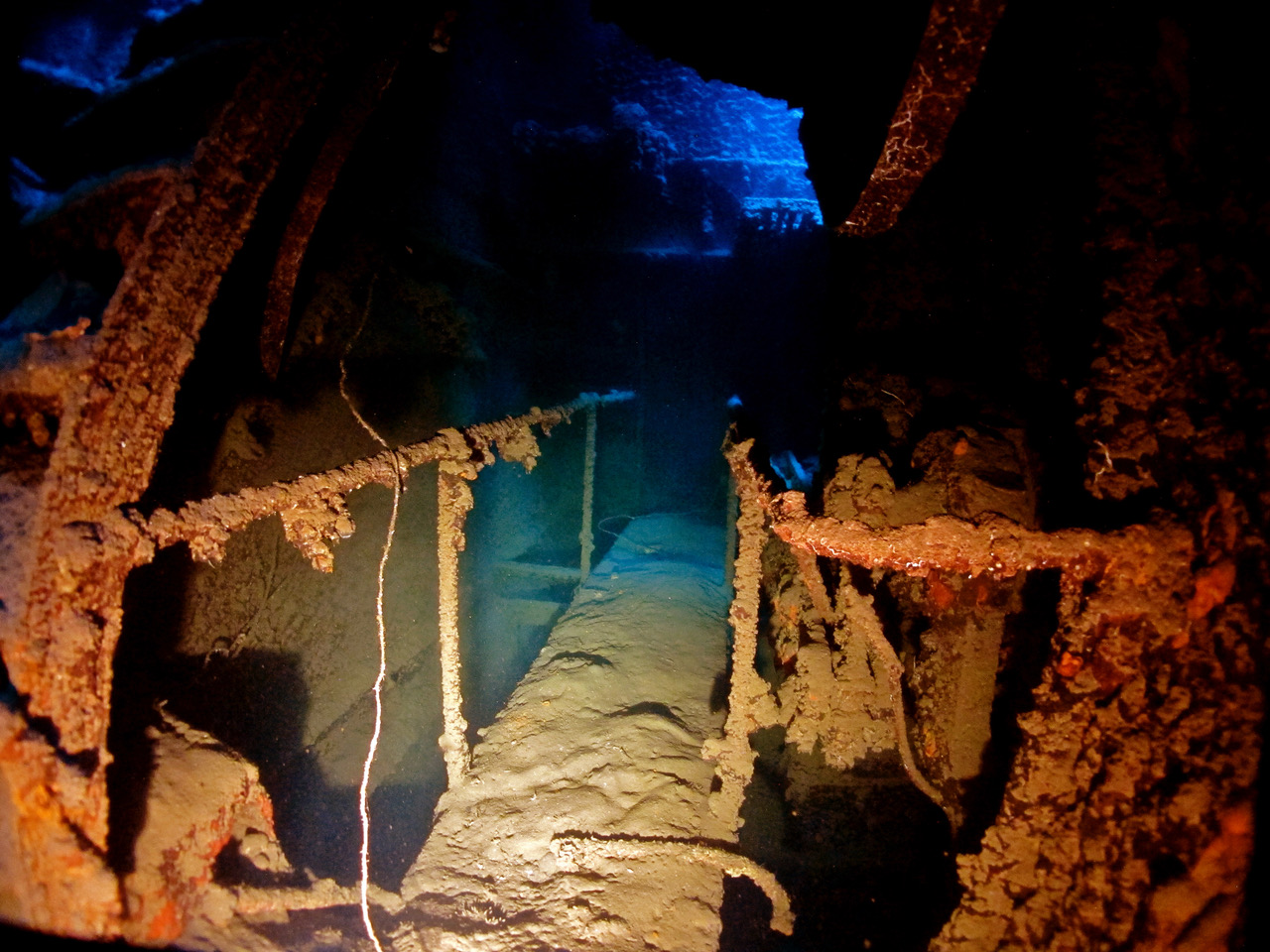
Le Roraima en 2023.
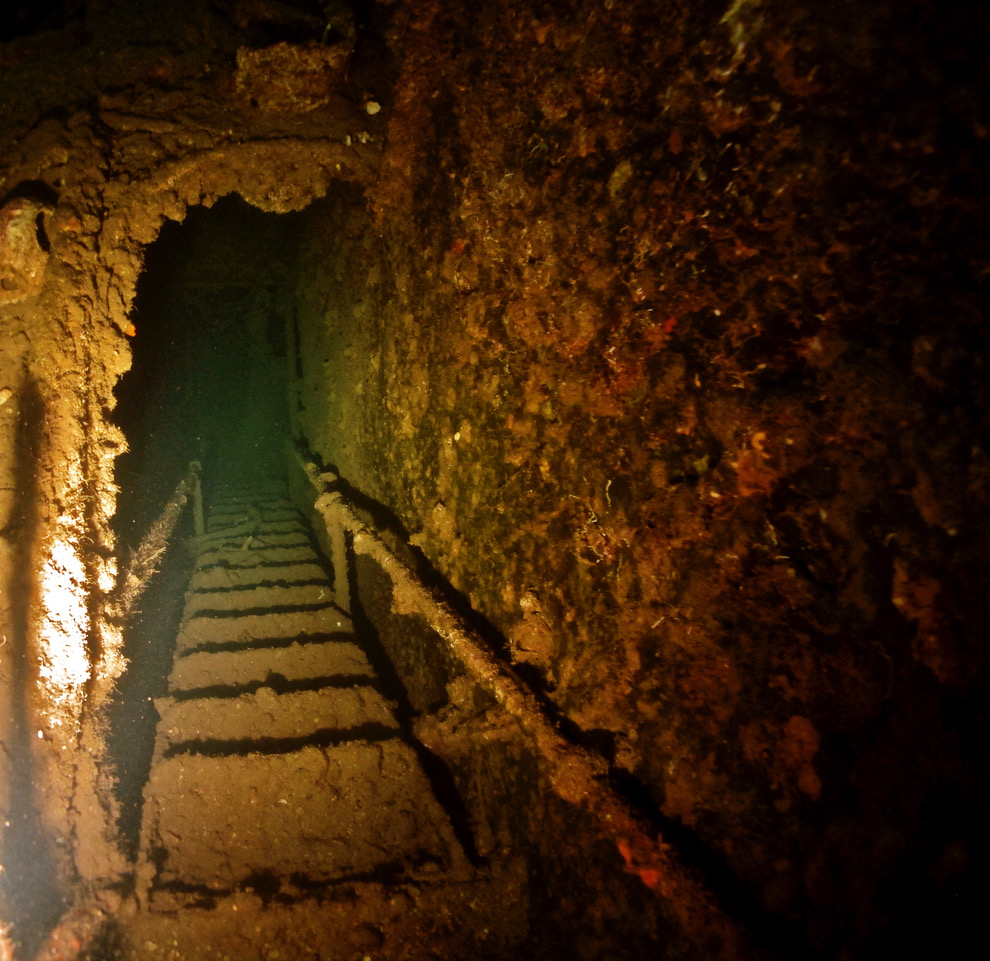
Le Roraima en 2023.
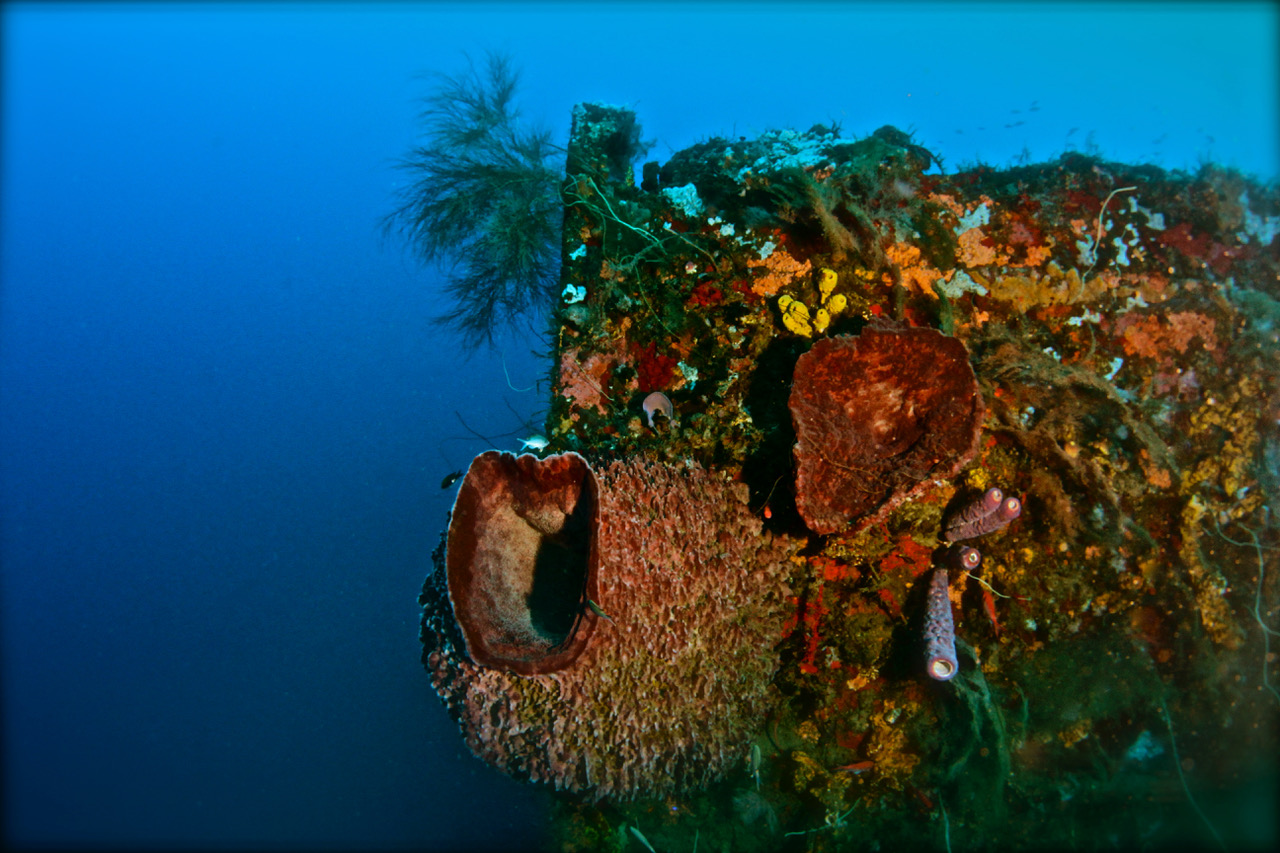
Le Roraima en 2023.
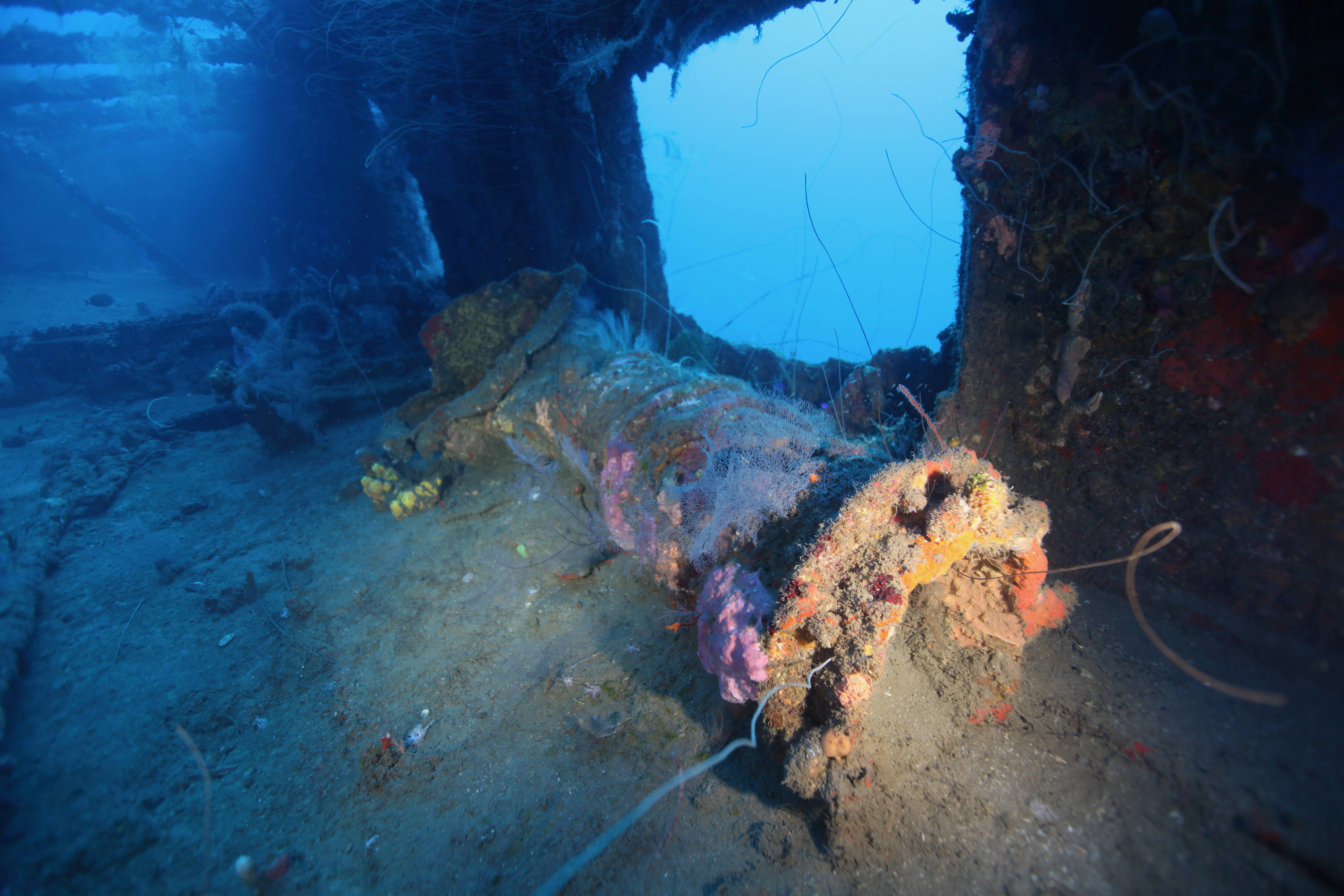
Le Roraima en 2023.
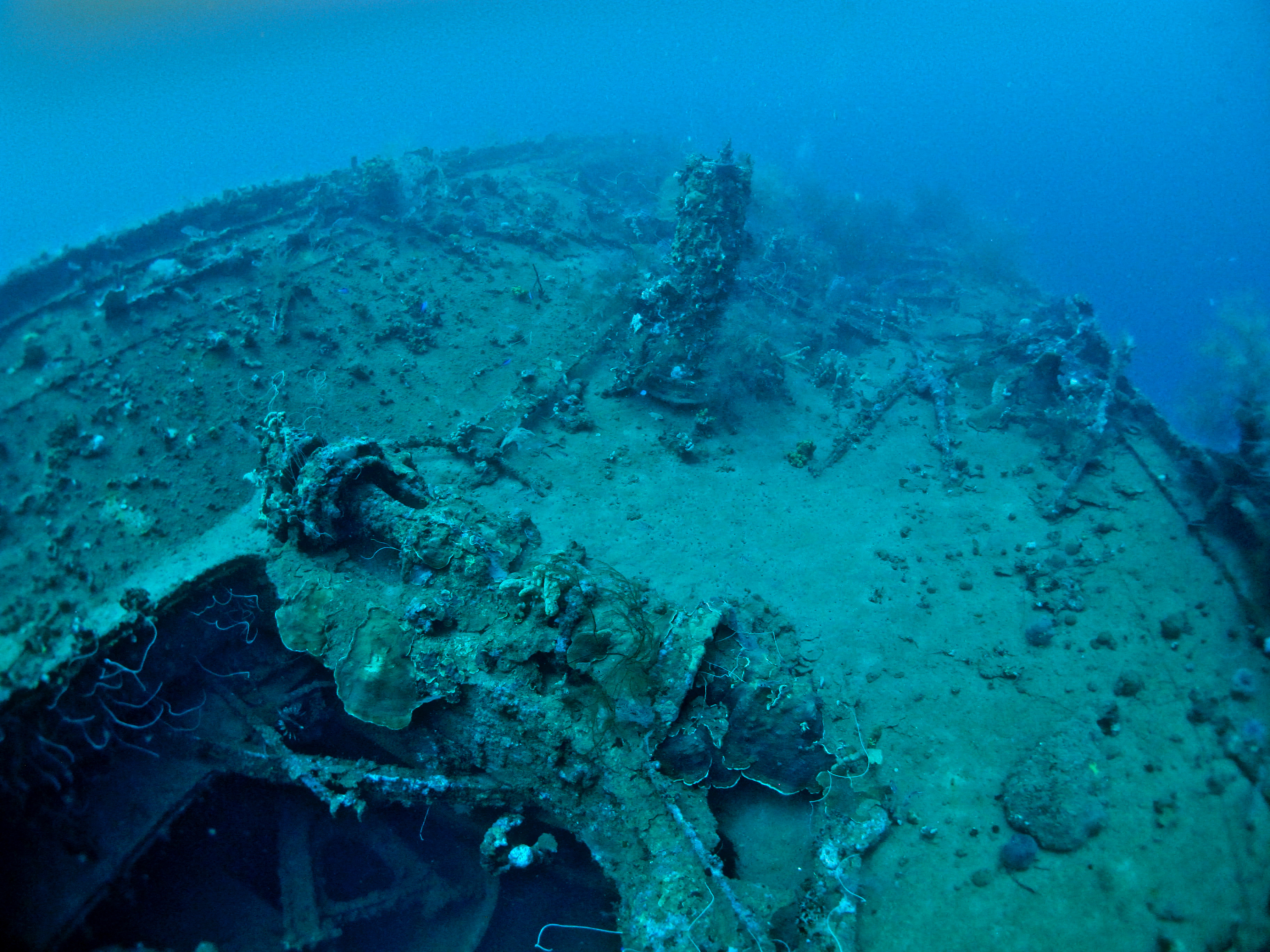
Le Roraima en 2023.
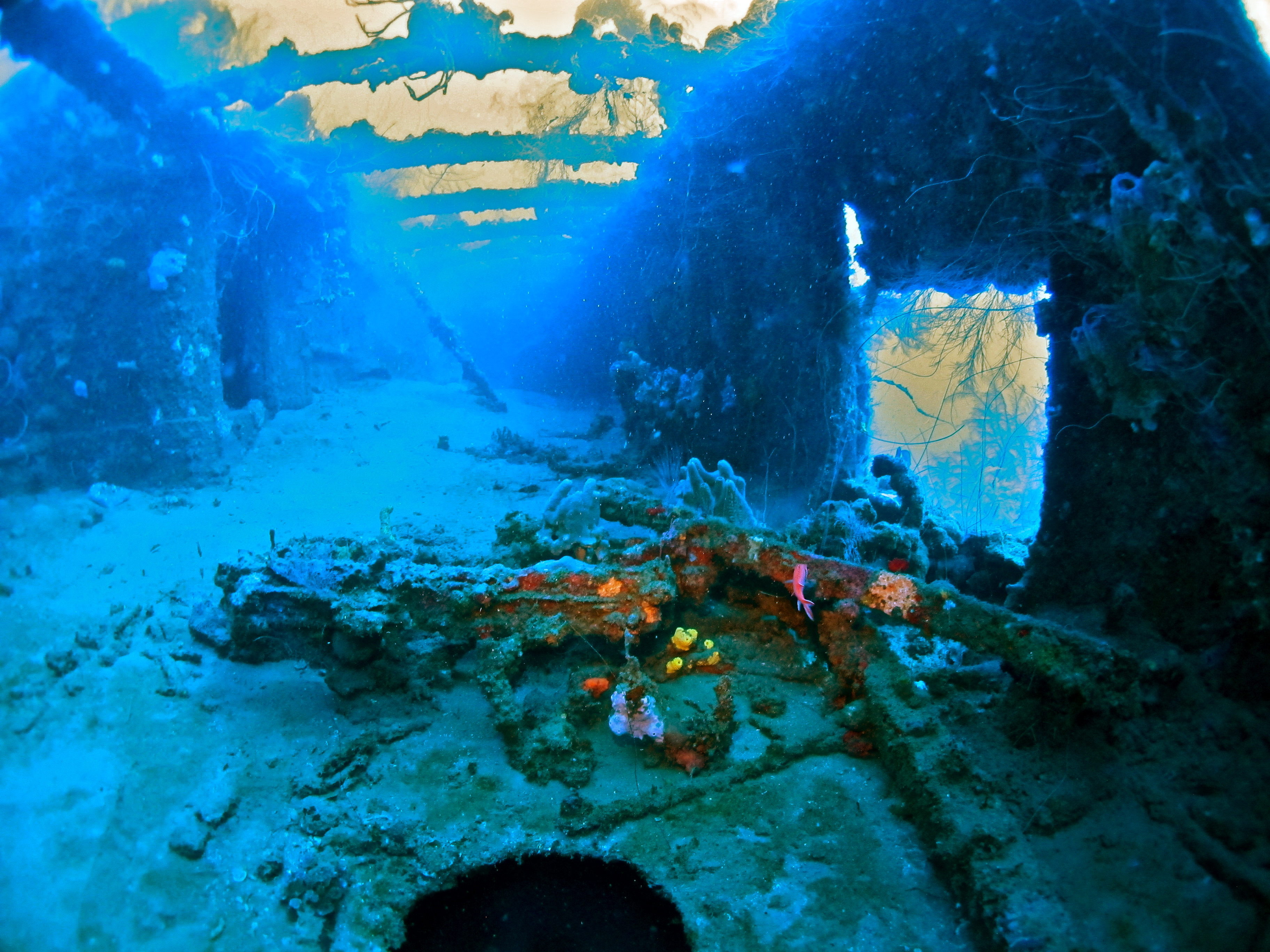
Le Roraima en 2023.
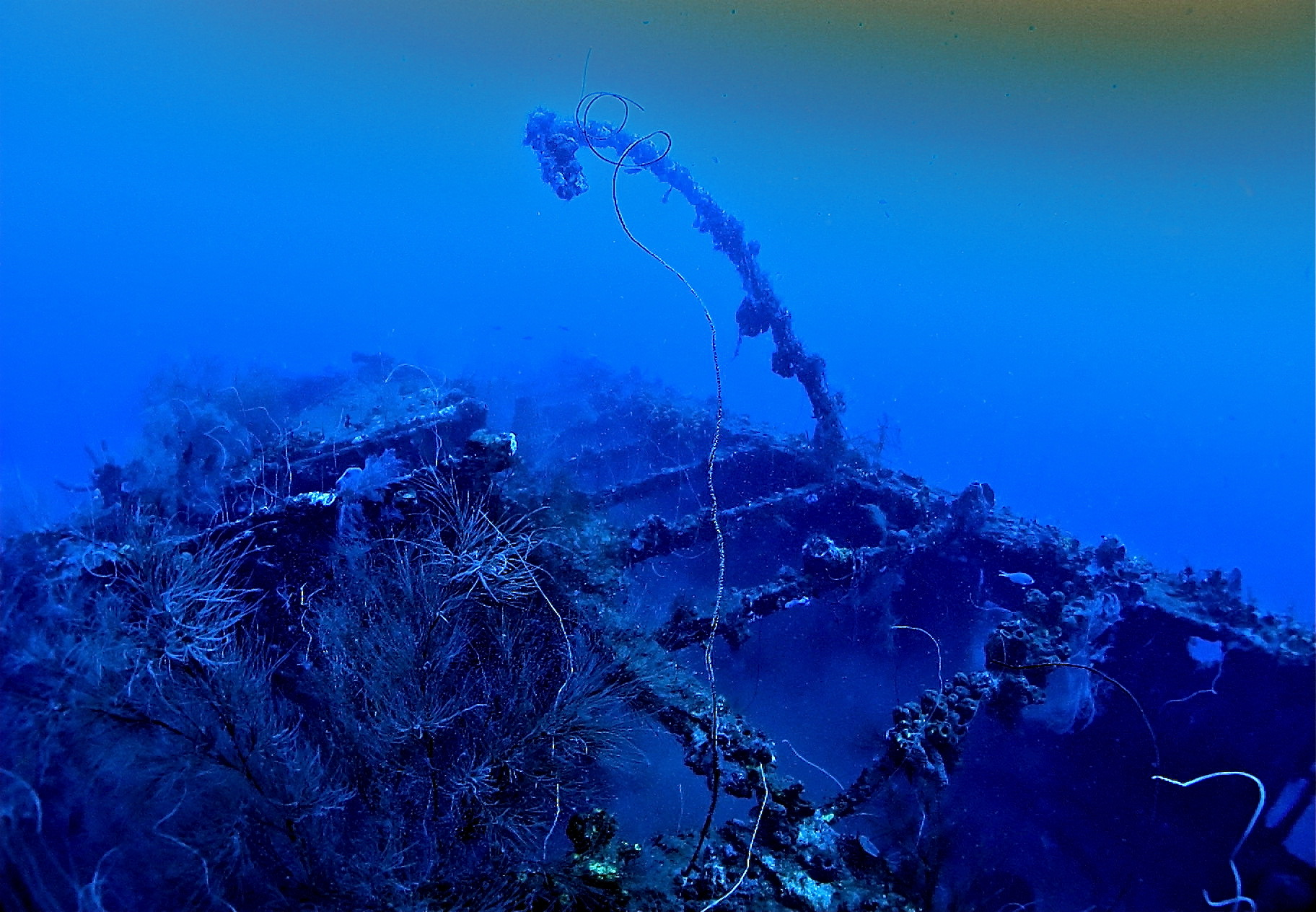
Le Roraima en 2023.

### Filmographie
- Fortune de Mer - Equipe Jacques-Yves Cousteau 1979